# Aksiom
Aksiom (grč. aksios - bez) ili postulat je temeljna istina koja se ne dokazuje i služi kao osnova neke matematičke ili logičke teorije. Za razliku od dogme uglavnom se ne tvrdi njena nužna istinitost jer je to logički nemoguće utvrditi, nego se uzima kao pretpostavka na kojoj se gradi teorija. Zato je u matematici sasvim legitimno uzeti druge ili čak suprotne aksiome za izgradnju neke druge teorije.
Aksiomi su činjenice koje se uzima kao osnovne istine u izgradnje teorije od kojih se počima. Aksiome se ne pokušava dokazati. Smislenost im se ocjenjuje prema teoriji koja se iz njih izvodi.
Aksiomatska izgradnja neke matematičke teorije sadrži sljedeće etape:
1. Navođenje osnovnih pojmova, što znači "uvođenje" pojmova koji se ne definiraju (skup, pravac, točka, itd.)
2. Formulacija aksioma
3. Definiranje novih pojmova (definicije)
4. Izvođenje i dokazivanje teorema, lema, korolara, itd.

Formulacija aksioma mora zadovoljavati sljedeća tri principa:
1. princip neovisnosti - aksiomi međusobno moraju biti neovisni i jedan se pomoću drugoga ne smije moći dokazati (npr. cjelina je veća od dijela - skup cjelina je veći od djela)
2. princip neproturječnosti - aksiomi ne smiju biti međusobno kontradiktorni (npr. cjelina je veća od djela - dio je veći od cjeline)
3. princip potpunosti - svaka matematička teorija mora imati dovoljan broj aksioma da se može izgraditi cijela teorija

Često se inzistira da aksiomatska izgradnje bude minimalna.